# Johan Storm

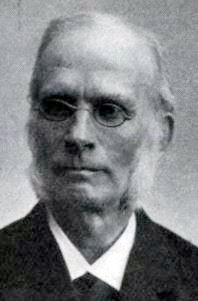
Johan Storm

Johan Storm, auch Johan Frederik Breda Storm (* 24. November 1836 in Blakar in Lom; † 26. Oktober 1920 in Kristiania), war ein norwegischer Sprachforscher.

## Leben
Seine Eltern waren der Pfarrer Ole Johan Storm (1806–1850) und dessen Frau Hanna Jørgine Mathilde Breda (1815–69). Am 21. Juli 1865 heiratete er in Stavanger Louise Juliane Christiane Bruun (3. März 1840–14. Dezember 1927), Tochter des Pfarrers Christian Constantius Henrik Bruun (1812–1877) und dessen Frau Christiane Plesner (1801–1885).
Storm wuchs zum Teil in Rendal, zum Teil in Lardal auf. Nach dem Tod des Vaters zog die Mutter mit den Kindern nach Christiania. Dort ging er auf die Kathedralschule, wo damals Knud Knudsen, dessen schärfster sprachpolitischer Gegner Storm später wurde, Oberlehrer war, und legte 1855 das Examen artium ab. Er begann Naturwissenschaften zu studieren, wechselte dann aber zur Philologie und legte 1864 das Staatsexamen ab. Einige Jahre war er Lehrer an der Aars og Voss skole. 1869 bis 1870 war er als Stipendiat auf einer Reise nach Großbritannien, Frankreich, Italien und Spanien. 1873 wurde er Professor für Romanische und Englische Philologie an der Universität Christiania. Sein besonderes Interesse galt der Phonetik. Er gehörte zu den ersten, die an der Universität das Sprechen und die Aussprache zu einem Lehrgegenstand machten. Er sprach das Englische akzentfrei wie ein Einheimischer. Seine Lehrmethode führte auch zur Reform des Englisch- und Französischunterrichts an der höheren Schule. Er gehörte zu denen, die die „Phonetische Richtung“ in die europäische Sprachwissenschaft einführten. Seine Lehrbücher, die den Schwerpunkt auf das Sprechen einer Sprache legten, wurden in viele Sprachen übersetzt. In vielen Ländern wurde Französisch nach seinem Lehrbuch unterrichtet.
Storm kannte auch die norwegische Aussprache sehr genau, sowohl in den Dialekten als auch in der Allgemeinsprache. Nachdem Knud Knudsen 1856 seine erste systematische Darstellung der Regeln über die Verteilung der beiden norwegischen Worttöne verfasst hatte, ging Storm weiter und erforschte die musikalische Natur des Tonfalls in den skandinavischen Sprachen in seinem Artikel Tale og Accent i Forhold til Sang. In den 1880er Jahren entwickelte er ein Lautschrift-Alphabet zur Niederschrift von Dialekten. Es ist mit Änderungen noch heute in Gebrauch. Für diese Arbeit reiste er viel im Lande umher und untersuchte viele Dialekte. Als er nach West-Telemark kam, fand er die beste Aussprache, die er bislang gehört hatte. Nur ein kleiner Teil seiner Aufzeichnungen ist bislang veröffentlicht. Sein Plan, eine norwegische Sprachgeschichte zu schreiben, scheiterte an der Finanzierung. Aber später verfasste er eingehende Studien über die norwegische Bibel-Sprache und die Sprache der älteren und neueren Belletristik, besonders die Sprache Ibsens. Er engagierte sich dabei stark im damaligen Sprachenstreit. Er hielt Ivar Aasen für einen genialen Forscher, hielt aber nichts von Landsmål, das in seinen Augen eine willkürlich und künstlich zusammengesetzte Dialektsprache war und sich deshalb nicht durchsetzen werde. Er hatte auch nichts für den „stillosen Sprachmischmasch“ übrig, für den sich Knud Knudsen einsetzte. Er meinte, Knudsen gehe in seiner wirklichkeitsfernen Sprachkonstruktion „wie ein Berserker geradeaus“, ohne Rücksicht auf die Hindernisse, die im Wege lägen. Ihm missfiel insbesondere die Eile, mit der der Reformprozess vorangetrieben wurde. Sein wichtigster Beitrag in der sprachpolitischen Diskussion war sein zweibändiges Werk über die norwegische Orthographie. Er stellte sich nicht der Norwegisierung als solcher entgegen, aber er meinte, dass es schon immer ein gefährliches Experiment gewesen sei, wenn die Schule der natürlichen Sprachentwicklung vorgreife. Das erzeuge Widerstand, Streit und Spaltung. Er wollte eine gemäßigt reformierte Rechtschreibung, die sich in die Literatur und die täglich gesprochene allgemeine Sprache einfüge.
In der späteren Entwicklung der Lehrbücher war Storm der Verlierer. Es waren andere, Moltke Moe und seine Nachfolger, die die Sprachpolitik der Zukunft bestimmten. Aber die sprachpolitische Kursänderung, die die Regierung im Übergang zum 21. Jahrhundert vornahm, hat Storm in gewissem Grade rehabilitiert: Die staatlich verordnete Norwegisierung hatte nicht die erwünschten Resultate erbracht.
Johan Storm war seit 1872 Mitglied der Videnskabs-Selskabet in Christiania (heute Norwegische Akademie der Wissenschaften) und von vielen ausländischen wissenschaftlichen Akademien. Er war auch Ehrendoktor der Universität von Edinburgh. 1889 wurde er Ritter 1. Klasse des Sankt-Olav-Ordens und erhielt 1904 das Kommandeurskreuz.

## Schriften
- „Tale og Accent i Forhold til Sang“. (Sprechen und Akzent in Relation zum Gesang) In: Illustreret Nyhedsblad 9 Nr. 40, S. 169–170 und Nr. 42, S. 177–178. 1860
- De romanske Sprog og Folk. Skildringer fra en Studiereise med offentligt Stipendium. (Die romanischen Sprachen und Völker. Schilderungen von einer Studienreise mit öffentlichem Stipendium) 1871
- Remarques sur les voyelles atones du latin, des dialectes italiques et de l'italien. Paris 1873
- Om Tonefaldet (Tonelaget) i de skandinaviske Sprog. Sonderdruck der Verhandlungen der Christiania Videnskabs-Selskab von 1874. 1875.
- Det norske Maalstræv. Sonderdruck der Letterstedtske Nordisk Tidskrift 1, Stockholm 1878.
- Engelsk Filologi, 1879 (Deutsche Ausgabe Heilbronn 1881, 2. Auflage in 2 Bd., Leipzig 1892–96)
- „K. Knudsen: Unorsk og norsk.“ (K. Knudsen: Unnorwegisch und Norwegisch) In: Morgenbladet Nrn. 36a, 42a, 43a, 62a und 63a. 1881
- Norvegia. Tidsskrift for det norske Folks Maal og Minder (Norvegia. Zeitschrift für die Sprache und Erinnerungen des norwegischen Volkes) (Zusammen mit Moltke Moe), Heft. 1 (das einzige, das erschienen ist), 1884
- Franske Taleøvelser. En systematisk Fremstilling af det franske Talesprog gjennem Samtaler af det daglige Liv, ordnede efter Grammatiken. Mellemtrin. (Französische Sprachübungen. Eine systematische Vorstellung der französischen Sprache durch Gespräche des täglichen Lebens, nach der Grammatik geordnet. Mittelstufe) Kopenhagen 1887 (dänische Ausgabe Kopenhagen 1887; schwedische Ausgabe Stockholm 1887; niederländische Ausgabe Groningen 1888; deutsche Ausgabe Bielefeld/Leipzig 1888; finnische Ausgabe Borgå 1889, Englische Ausgabe London/New York 1892)
- Det nynorske Landsmaal. En Undersøgelse. Kopenhagen 1888 (Vorabdruck in Morgenbladet 1886)
- Norsk Sprogudvikling (Sprachentwicklung des Norwegischen) in Morgenbladet Sonderheft 1, 2, 4, 6, 9, 15, 17, 20 og 22. 1895
- Norsk Sprog. Kraakemaal og Landsmaal (Die norwegische Sprache. Kauderwelsch und Landsmål). Kopenhagen 1896
- Franske Taleøvelser. Høiere Trin (Französische Sprachübungen. Oberstufe) Kopenhagen 1897 (Schwedische Ausgabe Stockholm 1897)
- Norsk Retskrivning (Norwegische Rechtschreibung) 2 Bd. in 3, 1904–1906
- Ibsen og det norske Sprog. (Ibsen und die norwegische Sprache). In: Festschrift für Henrik Ibsen. Bergen 1898. S. 147–205.
- Norsk Lydskrift med Omrids af Fonetiken (Norwegische Lautschrift und Umriss der Phonetik), 1908 (Vorabdruck in Norvegia 1884, S. 19–132.)
- Større fransk Syntax (Größere französische Syntax) Bd. 1–3, 1911–1919.